# Haemanthus deformis
Haemanthus deformis är en amaryllisväxtart som beskrevs av Joseph Dalton Hooker. Haemanthus deformis ingår i släktet Haemanthus och familjen amaryllisväxter. Inga underarter finns listade i Catalogue of Life.